# Sara Lownds
Sara Lownds (Wilmington, 25 oktober 1939), geboren als Shirley Marlin Noznisky, is een Amerikaans model en was de eerste echtgenote en tevens muze van Bob Dylan. Sara poseerde onder meer voor Harper's Bazaar en Playboy.
Na de scheiding van haar eerste echtgenoot behield Sara de achternaam Lownds. Lownds en Dylan trouwden op 22 november 1965. Bob Dylan adopteerde haar dochter uit haar eerste huwelijk. Lownds en Dylan kregen samen vier kinderen, onder wie Jesse en Jakob Dylan. Het huwelijk eindigde in 1977.
Lownds inspireerde direct de nummers "Sad Eyed Lady of the Lowlands" (op het album Blonde on Blonde uit 1966) en "Sara" (op het album Desire uit 1976). "Sara" was een emotionele poging van Dylan om zich te verzoenen met Lownds, nadat zij rond 1975 van elkaar vervreemd waren. Hij zong het lied voor haar op 31 juli 1975 in een poging om hun huwelijk te redden toen ze onverwacht opdook in de studio in New York. Het album Blood on the Tracks (1975) bevat vrijwel alleen nummers die met hun relatie te maken hebben. Het album is opgenomen vlak nadat zij gescheiden gingen leven.
- International Standard Name Identifier: 0000 0000 7298 2024
- Library of Congress Control Number: no2009188450
- MusicBrainz: 633c9606-4197-4bab-9886-ac413bf3c063
- Virtual International Authority File: 103075743
- WorldCat: E39PBJvXkh44r3CKcrqyj4kYyd